# Subjektbinnenellipse
Subjektbinnenellipse ist ein Fachbegriff aus der Syntax und bezeichnet einen besonderen Fall der Auslassung eines Subjekts im zweiten Teil zusammengesetzter Sätze.

## Erklärung
Die Subjektbinnenellipse ist eine Möglichkeit der Koordinationsellipse. Bei einer Subjektbinnenellipse wird im Inneren eines Satzes das Subjekt weggelassen. Zwei mit „und“ verbundene Hauptsätze haben das gleiche Subjekt. Der erste Hauptsatz hat die Wortstellungsreihenfolge: Vorfeld – finite Verbform – Subjekt – und so weiter. Das finite Verb steht also wie bei Aussagesätzen typisch an zweiter Stelle (V2-Satz). Das Subjekt steht im „Mittelfeld“, was für den Schöpfer des Begriffs der Grund war, diesen als Subjektbinnenellipse zu benennen. Dieser Satz wird nach dem „und“ mit dem gleichen Subjekt fortgeführt. Das Subjekt wird dabei aber nicht explizit genannt, sondern weggelassen (Ellipse). Dass das zweite Subjekt weggelassen wird, nennt man in der Fachsprache „Gapping“. Die Wortstellungsreihenfolge für den zweiten, nach dem „und“ folgenden Hauptsatz ist (im Prinzip) die, die in Aussagesätzen der deutschen Sprache am häufigsten vorkommt: Subjekt, finite Verbform und so weiter. Da das Subjekt nicht explizit genannt, sondern weggelassen wird, ergibt sich daraus für diesen zweiten Teil nach dem „und“ ein Verberstsatz (V1-Satz). Wissenschaftlich ausgedrückt, klingt das so: „Subjekt-Binnenellipsen sind anaphorische Koordinationsellipsen, bei denen das Subjekt des zweiten Konjunkts zu expandieren ist, wobei die Konjunkte syntaktisch verschieden konstruiert sind.“ Das wird auch als „Nicht-Äquivalenz der Koordinationskerne“ bezeichnet. (Manchmal wird der Begriff Subjektbinnenellipse auch für solche Satzreihen verwendet, deren erster Teil das Subjekt im Vorfeld enthielt, aber das ist im Sinne Walther Kindts nicht richtig.) Bezüglich des Fehlens des Subjekts im zweiten Satz findet man auch die Formulierung „Folglich ist von einer Doppelverknüpfung des Subjekts auszugehen.“
Für Hauptsatz-Reihen, bei denen der erste Teil ebenfalls in der für deutsche Aussagesätze am häufigsten vorkommenden Reihenfolge Subjekt – finite Verbform – und so weiter (V2-Stellung) gebildet ist, wird beim Weglassen des gleichen Subjekts im zweiten Teil nach dem „und“ der Fachbegriff „Subjektbinnenellipse“ manchmal auch verwendet. So schreibt Kindt:
Nicht ausklammernde anaphorische Koordinationsellipsen gibt es im Deutschen auch für den Fall, dass das Koordinationskomplement identisch mit dem Subjekt ist. Dieser Ellipsentyp, den wir Subjektbinnenellipse nennen wollen, ist erst in jüngster Zeit von der Ellipsenforschung „wiederentdeckt“ worden (Höhle (1983), Kindt (1985), Steedman (1990), Wunderlich (1988).) Besonders auffällig ist an Subjektbinnenellipsen, dass bei ihnen die beiden Kerne eine unterschiedliche Struktur besitzen. Das wird zum Beispiel bei einem von Wunderlich aufgeführten Satz deutlich:
```
In den Wald ging ein 
Jäger
 und fing einen Hasen.
```

Hier sind die beiden korrespondierenden Verbalphrasen weder von der Wortstellung noch von der Valenzstruktur her vergleichbar.

### Beispiele für Subjektbinnenellipsen
Beispiele für Subjektbinnenellipsen findet man leicht in vielen Texten.
```
Den modischen Rock sah die fröhliche 
Studentin
 und kaufte ihn.

In den Wald ging ein 
Mädchen
 und beobachtete den Hasen.
[
5
]
```

Gelegentlich findet man auch Beispiele in Satzreihen mit Komma statt „und“.
```
Noch am selben Tag war 
er
 von der Arbeit freigestellt worden, wurde seither psychologisch betreut.
[
6
]
```

### Vergleich möglicher und nicht-möglicher Subjektbinnenellipsen
Damit Subjektbinnenellipsen möglich sind, müssen besondere Voraussetzungen vorliegen. Kindt: „Außerdem ist Voraussetzung für die Korrektheit der Subjektbinnenellipse, dass der linke Kern eine Thematisierung des Subjekts zulässt.“ Als Beispiel dient der Vergleich zweier Sätze mit Umstellung der Reihenfolge der Teilsätze.
Als mögliche Subjektbinnenellipse gilt:
```
Aus Baden kommt dieser 
Wein
 und schmeckt mir.
```

Wird der Satz dagegen umgestellt, ist eine Subjektbinnenellipse nicht mehr möglich:
```
Mir schmeckt dieser 
Wein
 und kommt aus Baden.
```

Zur Begründung, dass hier keine Subjektbinnenellipse möglich ist, schreibt Walther Kindt:
„Dieser Satz ist vermutlich nur eingeschränkt akzeptabel, weil im Zentrum der Aufmerksamkeit nicht das grammatische Subjekt „Wein“, sondern das logische Subjekt „mir“ steht.“
In diesem Satz bildet das topikalisierte (vorn stehende) Dativ-Objekt „mir“ das Thema, d. h. es wird nicht über den Träger des grammatischen Subjekts eine Aussage gemacht, sondern über den Sprecher. Deshalb bevorzugt sie für den ersten Konstruktionsteil eine Nominalphrase-Verbalsequenz-Struktur. Sie steht jedoch im Konflikt mit der für die Subjektbinnenellipse erforderlichen Verbalsequenz-Nominalphrase-Struktur und daraus resultiert ein Entscheidungsdilemma, das die Verarbeitung des Satzes beeinträchtigt.
Ein Argument ist auch, dass „schmecken“ zu den „psychischen Verben“ gehört, bei denen u. U. das Objekt dem Subjekt in der Wortfolge vorausgeht
In seinem 2021 erschienenen Buch bezeichnet Walther Kindt die Akzeptabilität des zweiten Satzes als „etwas eingeschränkt“ und verweist in diesem Zusammenhang auf eine psycholinguistische Untersuchung von Subjektbinnenellipsen von Günther et al. 1993, Seite 320.
Außerdem fügt er zwei weitere Varianten hinzu:
```
 
Mir bekommt dieser 
Wein
 und schmeckt mir.
```

```
 
Mir schmeckt dieser 
Wein
 und bekommt mir (auch).
```

Er schreibt dazu: Auf die Korrektheit [von dem letzten Beispiel] machte mich 2017 der Linguistik-Laienforscher Christian Schulz (Hannover) in einer persönlichen Mitteilung aufmerksam. Aus diesem letzten Beispiel schließt Kindt, dass außer dem „logischen Subjekt“ weitere Gesichtspunkte wie Zugehörigkeit zu Verbklassen und Akzentuierungen und Tonfolgen für die Akzeptanz der Subjektbinnenellipse eine Rolle spielen (Kindt 2021, Seite 284 ff.).

### Notwendige Eigenschaften des Subjekts bei Subjektbinnenellipsen-Bildung
Zur Erklärung, welche Voraussetzungen vorliegen müssen, damit eine Subjektbinnenellipse verwendet werden kann, schreibt Walther Kindt: Das Prinzip kann außerdem zur Erklärung der Besonderheit der Subjektbinnenellipse herangezogen werden vgl. (GÜNTHER/KINDT et al.1991). In nachgestellter Position bleiben nur Subjekte mit hohem Emotionswert so im Fokus, dass sie im rechten Teil der Koordinationskonstruktion weglassbar sind.
```
Heute kommt 
Karl
 und besucht seinen Freund.
```

### Verberststellung des zweiten Hauptsatzes
Eine Verbzweitstellung ist für den zweiten Teil mit der Subjektbinnenellipse nicht möglich.
```
Nach Bielefeld ist der 
Autor
 gefahren und hält morgen einen Vortrag.

Nach Bielefeld ist der 
Autor
 gefahren und morgen hält einen Vortrag.
```

Beim Vergleich der Sätze zeigt sich, dass der erste mit V1-Stellung nach dem „und“ für eine Subjektbinnenellipse möglich ist, das zweite mit V2-Stellung dagegen nicht.

### Position des fehlenden Subjekts
Verschiedene Linguistik-Forscher machten sich darüber Gedanken, ob die Position des fehlenden Subjekts vor oder hinter dem zweiten finiten Verb wäre. Dazu wurde der Begriff SLF-Koordination (Subjektlücke in finiten/frontalen Sätzen) geprägt (Höhle, 1983).
Ein Beispielsatz ist:
```
Bald danach wurde der Genosse Liebknecht verhaftet und (SL?) musste (SL?) ein ganzes Jahr Festungshaft in Glatz absitzen. (Günter Grass, Mein Jahrhundert)
```

Ein anderer Beispielsatz lautet:
```
Sobald die Dreharbeiten vorbei sind, kannst du abreisen und (SL?) musst (SL?) dir nie wieder Sorgen darüber machen, eine Pistole zu tragen. (Jo Crow, Die Lüge einer Mutter)
```

Fanselow plädiert für „vor“, Hartmann plädiert dagegen für nach. Je nach Kohärenzbeziehung zwischen den Teilsätzen soll die Stellung vor (Ursache-Folge und Kontiguitätsbeziehung) oder nach (Ähnlichkeitsbeziehung) dem finiten Verb sein. Walther Kindt dagegen meint, dass im zweiten Konjunkt kein Subjekt „fehlt“, sondern dass man auf das im ersten Satz vorhandene Subjekt „referiert“. Er formuliert es in seinem 2021 erschienenen Buch so: (Beispiel: Den Jungen fördert der Lehrer und hilft dem Mädchen.) Dagegen ist [dieser Satz] syntaktisch korrekt und das lässt sich damit erklären, dass die Satzgliedsequenz „fördert der Lehrer“ keine starke Konstituente bildet. Insofern ist neben der Verknüpfung des Subjekts „der Lehrer“ mit dem Verb „fördert“ eine zweite Verknüpfung mit dem Verb „hilft“ grammatisch zulässig (vgl. Kindt, S. 375 f.)). Mit diesem syntaktisch unterschiedlichen Verhalten liegt also neben der Kongruenzanforderung für Subjekt und Verb eine weitere prinzipielle Asymmetrie zwischen dem Subjekt und anderen Satzgliedern vor. Auch Sätze wie [der obige] gelten üblicherweise zu Unrecht als Ellipsen. Wenn man aber trotzdem bei dieser Sprechweise bleiben möchte, dann sollte man sie „Subjektbinnenellipsen“ nennen, weil das Subjekt im Mittelfeld des ersten Teilsatzes im zweiten, koordinativ angeschlossenen Teilsatz übernommen wird.

### Situation im Niederländischen
```
Kort daarna werd kameraad Liebknecht gearresteerd en (SL?) moest (SL?) een heel jaar vestingstraf in Glatz uisitten (Günter Grass, übersetzt von Jan Gielkens, Mijn eeuw)
```

So wird im Niederländischen das Subjekt auffällig häufig hinter dem finiten Verb wieder aufgenommen. Diese dynamische Subjektlücke kommt im Niederländischen einer richtigen Subjektellipse, die an formale und funktionelle Bedingungen gebunden ist, näher als im Deutschen. Insofern wird sie im Niederländischen auch stärker als fehlendes Subjekt empfunden, weshalb dies u. U. auch unbedingt wieder aufgenommen werden muss (Fanselow).